# Saudukat

Saudukat

Saudukat, Schweinsdukat oder Eberdukat wurden im Auftrag des jagdbesessenen Landgrafen Ludwig VIII. (Hessen-Darmstadt) um 1750 geprägte, sogenannte Jagdmünzen aus Gold im Gewicht eines Dukaten genannt. Die Münzen zeigen auf der einen Seite ein Wildschwein und auf der anderen Seite vier gekrönte 'L' (zweimal gespiegelt), so angeordnet, dass sich daraus ein Kreuz (oder 8 Striche) ergibt (ergeben). Die Aufschrift lautet: Durch die Ducaten ward ich verrathen.